# Fred Taylor
Frederick Ollie "Fred" Taylor (Houston, Texas, 5 de febrero de 1948) es un exjugador de baloncesto estadounidense que disputó dos temporadas en la NBA, y una más en la Liga Española. Con 1,96 metros de estatura, jugaba en la posición de escolta.

## Trayectoria deportiva

### Universidad
Jugó durante tres temporadas con los Broncs de la Universidad de Texas–Pan American, en las que promedió 22,7 puntos y 9,2 rebotes por partido. Es actualmente el cuarto máximo anotador de la historia de la universidad, con 1.721 puntos.

### Profesional
Fue elegido en la vigésimo séptima posición del Draft de la NBA de 1970 por Phoenix Suns, y también por los Denver Rockets en la decimosegunda ronda del draft de la ABA, fichando por los primeros. En su primera temporada en el equipo, jugando como suplente promedió 5,5 puntos y 1,6 rebotes por partido.
Con la temporada 1971-72 ya comenzada, fue traspasado a Cincinnati Royals a cambio de dos futuras terceras rondas del draft. Allí acabó el año promediando 3,4 puntos y 1,8 rebotes por partido.
Jugó una temporada en el CB Estudiantes de la Liga española antes de retirarse definitivamente.

## Estadísticas de su carrera en la NBA

### Temporada regular
| Temporada | Edad | Equipo            | Liga | P  | TIT | MIN  | TC  | TCA | %TC  | 3P | 3PA | %3P | TL  | TLA | %TL  | R.OF. | R.DEF. | REB | ASIS | ROB | TAP | PER | FP  | PTS |
| 1970-71   | 22   | Phoenix Suns      | NBA  | 54 |     | 10.2 | 2.0 | 5.3 | .387 |    |     |     | 1.4 | 2.3 | .624 |       |        | 1.6 | 0.9  |     |     |     | 2.1 | 5.5 |
| 1971-72   | 23   | TOTAL             | NBA  | 34 |     | 8.3  | 1.1 | 3.4 | .308 |    |     |     | 0.4 | 0.9 | .469 |       |        | 1.6 | 0.5  |     |     |     | 1.2 | 2.6 |
| 1971-72   | 23   | Phoenix Suns      | NBA  | 13 |     | 5.3  | 0.5 | 2.1 | .222 |    |     |     | 0.3 | 1.0 | .308 |       |        | 1.3 | 0.5  |     |     |     | 0.6 | 1.2 |
| 1971-72   | 23   | Cincinnati Royals | NBA  | 21 |     | 10.2 | 1.4 | 4.3 | .333 |    |     |     | 0.5 | 0.9 | .579 |       |        | 1.8 | 0.5  |     |     |     | 1.5 | 3.4 |
| Total     |      |                   | NBA  | 88 |     | 9.5  | 1.7 | 4.6 | .364 |    |     |     | 1.1 | 1.8 | .592 |       |        | 1.6 | 0.8  |     |     |     | 1.7 | 4.4 |